# Ogcodes gibbosus
Ogcodes gibbosus är en tvåvingeart som först beskrevs av Carl von Linné 1758.  Ogcodes gibbosus ingår i släktet Ogcodes och familjen kulflugor. Enligt den finländska rödlistan är arten otillräckligt studerad i Finland. Arten är reproducerande i Sverige. Artens livsmiljö är fuktiga gräsmarker, dikesrenar. Inga underarter finns listade i Catalogue of Life.

## Bildgalleri

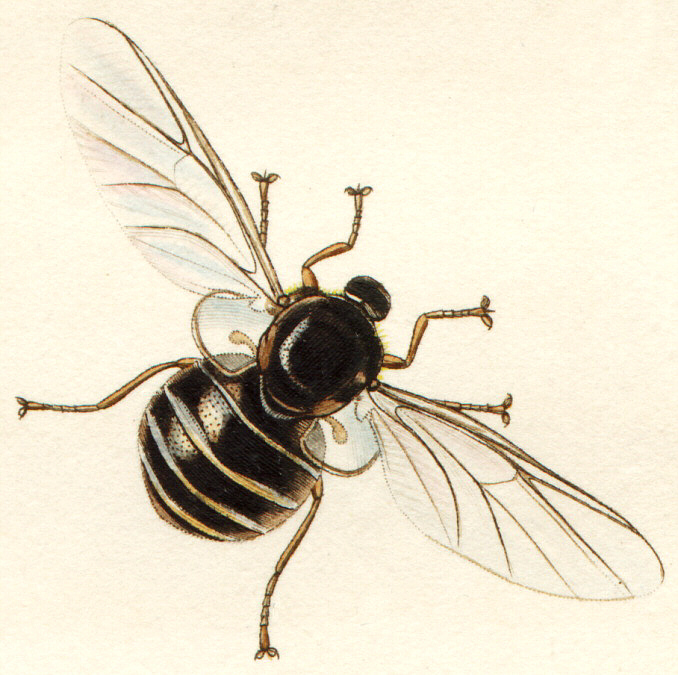
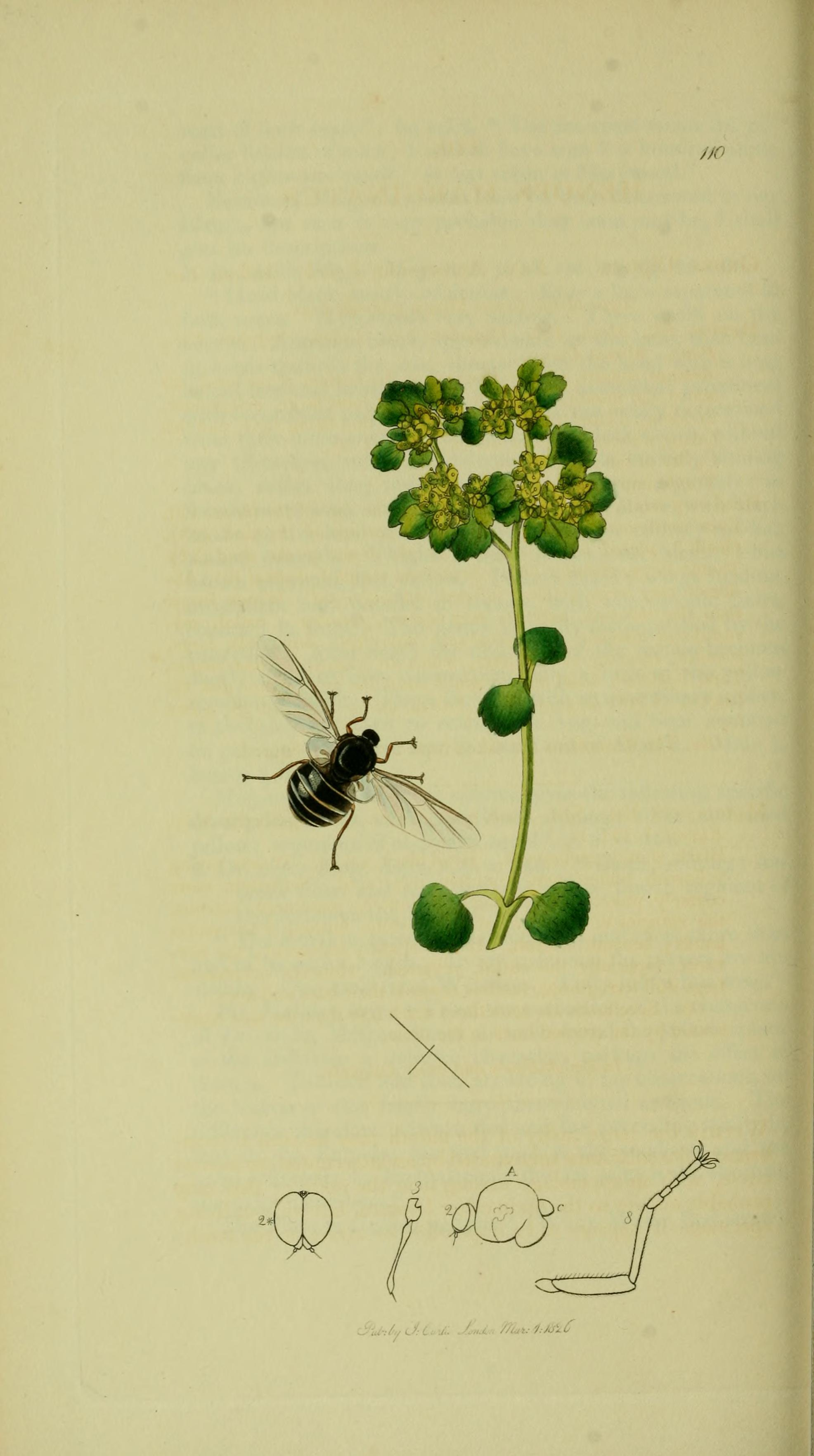